# タチヤ
株式会社タチヤは、愛知県名古屋市中区に本部を置く、バローグループのスーパーマーケットチェーンである。

## 概要
名古屋市を中心に、愛知県・岐阜県・三重県で店舗を展開。生鮮食品が売り上げの約80％を占めている。
生鮮は仕入れから配送、商品陳列、販売まで売り場担当者が一貫して行う。また当日売り切りで在庫は持たない。そのため、店内に生鮮の冷蔵ケースはなく、商品はダンボールに値段を表示し、対面で販売している。

## 沿革
- 1964年（昭和39年）- 菓子問屋として創業。
- 1969年（昭和44年）- 青果小売業を開始。
- 1981年（昭和56年）- マルダイタチヤ株式会社に改組。
- 2000年（平成12年）- 株式会社タチヤに社名変更。
- 2005年（平成17年）2月 - バロー（現・バローホールディングス）の子会社化。

## 店舗一覧
- お近くのタチヤを参照。

## 営業時間
営業時間は全店10:00 - 18:00で、定休日は水曜日。
年末2週間は無休で営業するが、年始やお盆などは数日間休業する。

## ラジオ放送
東海ラジオの「源石和輝の土曜スタイル!」内で「タチヤ・ピッチピチ食材はこれだ!」が月1で放送されていた。内容はタチヤの店舗に東海ラジオのレポートドライバーが行き、店長または売り場の担当者が青果・鮮魚・精肉などの各部門ごとのおすすめ商品と価格を発表したのち、レポートドライバーが値切り交渉をするものであった。価格は放送で紹介された店舗でのみ有効であり、交渉成立後は商品の値札に東海ラジオの番組表が貼られていた。